# Lijst van streken in Nederland
Dit is een lijst van streken in Nederland (tussen haakjes staan de provincies van Nederland toegevoegd en eventueel andere landen). Hiermee worden alle hedendaagse en historische gebieden bedoeld die geen provincie, bestuurlijke regio of gemeente zijn en die min of meer kunnen worden afgebakend. Sommige streken of gebieden vallen wel samen met provincies, bestuurlijke regio's of gemeenten. Ook hebben in het verleden sommige streken of gebieden een bestuurlijke status gehad. Als landstreken komen zoal in aanmerking: eilanden, grote polders, grote waarden, heuvelruggen, valleien, stedelijke gebieden en dergelijke.
Een klassiek overzicht biedt de geograaf H.J. Keuning, De historisch-geografische landschapstypen van Nederland (1946), die ruim honderd regio's onderscheidde. De Atlas van Nederland uit 1987 gaat zelfs van 167 regionale landschappen uit. Voor het toekomstige handboek Landschappen van Nederland werd in 2024 een lijst van 130 historische streken opgesteld.

## A
- Achterhoek (Gelderland)
- Acht Zaligheden (Noord-Brabant)
- Alblasserwaard (Zuid-Holland en Utrecht)
- Ameland (Friesland) [bron?]
- Amstelland (Noord-Holland)
- Arkemheen (Gelderland)

## B
- De Bangert (Noord-Holland)
- Baronie van Breda (Noord-Brabant)
- Beemster (Noord-Holland)
- Beijerland (Zuid-Holland)
- Betuwe (Gelderland)
- De Biesbosch (Noord-Brabant en Zuid-Holland)
- Het Bildt (Friesland)
- Bollenstreek (Noord-Holland en Zuid-Holland)
- Bommelerwaard (Gelderland)
- Bonaire (Caribisch Nederland)[bron?]
- Bouwhoek (Friesland)
- Brabantse Biesbosch (Noord-Brabant)
- Brabantse Stedenrij (Noord-Brabant)
- Brabantse Wal (Noord-Brabant)

## C
- Centrale Woldgebied (Groningen)
- Centrale Weidestreek (Groningen)

## D
- Delfland (Zuid-Holland)
- Dokkumer Wouden (Friesland)
- Dollardpolders (Groningen)
- Drechterland (Noord-Holland)
- Drechtsteden (Zuid-Holland)
- Drentse Veenkoloniën (Drenthe)
- Drents Plateau (Drenthe, Groningen en Friesland)
- Dronterland (Flevoland)
- De Duffelt (Gelderland en Duitsland)
- Duiveland (Zeeland)
- Duurswold (Groningen)

## E
- Eemland (Utrecht)
- Eemvallei (Utrecht)
- Eierland (Noord-Holland)
- Eiland van Dordrecht (Zuid-Holland)
- Ellertsveld (Drenthe)
- Sint Eustatius (Caribisch Nederland)

## F
- Fivelingo (Groningen)
- Flevopolder (Flevoland)[bron?]
- Friese merengebied (Friesland)
- Friese Wouden (Friesland)

## G
- Gaasterland (Friesland)
- Gelderse Vallei (Gelderland en Utrecht)
- Generaliteitslanden (‘’Zeeland’’, ‘’Noord-Brabant’’, ‘’Limburg’’, ‘’Groningen’’)[4]
- Goeree-Overflakkee (Zuid-Holland)
- Het Gooi (Noord-Holland)
- Gorecht (Groningen)
- De Graafschap (Gelderland)
- Graetheide (Limburg)
- Greidhoek (Friesland)
- Groene Hart (Noord-Holland, Zuid-Holland en Utrecht)
- Groninger Veenkoloniën (Groningen)

## H
- Haarlemmermeer (Noord-Holland)
- Halfambt (Groningen)
- Heuvelland (Limburg)
- Hoeksche Waard (Zuid-Holland)
- Het Hogeland (Groningen)
- Holland (Noord-Holland en Zuid-Holland)
- Hondsrug (Drenthe en Groningen)
- Hogeland (Groningen)
- Hulster Ambacht (Zeeland)
- Humsterland (Groningen)
- Hunsingo (Groningen)

## I
- IJsseldal (IJsselvallei) (Overijssel, Gelderland)
- IJsselmonde (Zuid-Holland)
- Innersdijk (Groningen)

## K
- Kampereiland (Overijssel)
- Kanaalstreek (Groningen)
- Kempen (Noord-Brabant en België)
- Kennemerland (Noord-Holland)
- Klei-Oldambt (Groningen)
- Kleistreek (Friesland)
- Kop van Noord-Holland (Noord-Holland)
- Kop van Overijssel (Overijssel)
- Krimpenerwaard (Zuid-Holland)
- Kromme Rijnstreek (Utrecht)
- Kwartier van 's-Hertogenbosch (Noord-Brabant)
- Kwartier van Nijmegen (Gelderland)
- Kwartier van Oisterwijk  (Noord-Brabant)
- Kwartier van Veluwe (Gelderland)

## L
- Land van Bergen op Zoom (Noord-Brabant)
- Land van Buren en Culemborg (Gelderland)
- Land van Cuijk (Noord-Brabant)
- Land van Heusden en Altena (Noord-Brabant)
- Land van Horn (Limburg)
- Land van Kessel (Limburg)
- Land van Maas en Waal (Gelderland)
- Land van Montfort (Limburg)
- Land van Thorn (Limburg)
- Land van Vollenhove (Overijssel)
- Land van Voorne (Zuid-Holland)
- Land van Weert (Limburg)
- Land van Winterswijk (Gelderland)
- Land van Zwentibold (Limburg)
- Landen van Overmaas (Zuid-Limburg)
- Langewold (Groningen)
- Langstraat (Noord-Brabant)
- Lauwersland (Groningen, Friesland)
- Liemers (Gelderland)
- Lössgebied (Zuid-Limburg)
- Lopikerwaard (Utrecht)

## M
- Maasland (Limburg-Luik) (Limburg en België)
- Maasland of Maaskant (Noord-Brabant) (Noord-Brabant)
- Maasplassen (Limburg)
- Markiezaat van Bergen op Zoom (Noord-Brabant)
- Marne (Groningen)
- Marnewaard (Groningen)
- Mastenbroek (Overijssel)
- Meierij van 's-Hertogenbosch (Noord-Brabant)
- Menterne (Groningen)
- Mergelland (Limburg)
- Middag (Groningen)
- Midden-Delfland (Zuid-Holland)[5]
- Midden-Limburg (Limburg)
- Midden-Zeeland (Zeeland)
- Middenveld (Drenthe)
- Montferland (Gelderland)

## N
- Neder-Betuwe (Gelderland)
- Nederkwartier (Utrecht)
- Nifterlake (Zuid-Holland)
- Noord-Beveland (Zeeland)
- Noord-Limburg (Limburg)
- Noord-Zeeland (Zeeland)
- Noordelijke Bouwstreek (Groningen)
- Noordenveld (Drenthe)
- Noordoostpolder (Flevoland)

## O
- Oldambt (Groningen)
- Ommelanden (Groningen)
- Oostelijk Flevoland (Flevoland)
- Oostelijke Bouwstreek (Groningen)
- Oostelijke Mijnstreek (Limburg)
- Oosterambt (Groningen)
- Oostergo (Friesland)
- Oosterhoek (Groningen)
- Oostermoer (Drenthe)
- Oost-Zeeuws-Vlaanderen (Zeeland)
- Opper-Gelre, ook: Overkwartier van Gelre (Gelderland en Limburg),
- Over-Betuwe (Gelderland)
- Overkwartier (Utrecht)
- Overveluwe (Gelderland)
- Overflakkee (Zuid-Holland)

## P
- de Peel (Noord-Brabant en Limburg)
- Peelland (Noord-Brabant)
- Plateau van Margraten (Limburg)
- Prins Alexanderpolder (Zuid-Holland)
- Purmer (Noord-Holland)
- Putten (Zuid-Holland)

## R
- Randstad (Noord-Holland, Zuid-Holland, Utrecht en Flevoland)
- Reiderland (Groningen)
- Rijk van Nijmegen (Gelderland)
- Rijnland (Noord-Holland, Zuid-Holland en Utrecht)
- Rijnmond (Zuid-Holland)
- Rivierengebied (Gelderland, Noord-Brabant, Utrecht en Zuid-Holland)
- Rolderdingspel (Drenthe)
- Rottum (Groningen)

## S
- Saba (Caribisch Nederland)[bron?]
- Saeftinghe (Zeeland)
- Salland (Overijssel)
- Schelde- en Maasdelta (Zeeland en Zuid-Holland)
- Schermer (Noord-Holland)
- Schermereiland (Noord-Holland)
- Schieland (Zuid-Holland)[bron?]
- Schiermonnikoog (Friesland)
- Schouwen (Zeeland)
- Schouwen-Duiveland (Zeeland)
- Sint Eustatius (Caribisch Nederland)[bron?]
- Sint Philipsland (Zeeland)
- Staats-Brabant, (‘’Noord-Brabant’’,  ‘’Belgische provincie Limburg’’ en ‘’Luik’’)
- Staats-Overmaas (‘’Limburg’’ en ‘’Luik’’)
- Staats-Vlaanderen (‘’Zeeland’’ en ‘’Oost-Vlaanderen’’)
- Stedendriehoek (Gelderland en Overijssel)
- Stellingwerven (Friesland)
- Stichtse Lustwarande (Utrecht)
- De Streek (Noord-Holland)

## T
- Teisterbant (Zuid-Holland en Gelderland)
- Terschelling (Friesland)[bron?]
- Texel (Noord-Holland)[bron?]
- Tielerwaard (Gelderland en Zuid-Holland)
- Tiengemeten (Zuid-Holland)
- Tholen (Zeeland)
- Twente (Overijssel)

## U
- Upgo (Ubbega) (Groningen)
- Utrechtse Heuvelrug (Utrecht en Noord-Holland)

## V
- Vechtstreek (Utrecht en Noord-Holland)
- Veluwe (Gelderland)
- Veluwezoom (Gelderland)
- Vier Ambachten (Zeeland)
- Vijfheerenlanden (Utrecht)
- Vlieland (Friesland)
- Voorne (Zuid-Holland)
- Voorne-Putten (Zuid-Holland)
- Vredewold (Groningen)
- Vrije van Sluis (Zeeland)

## W
- Walcheren (Zeeland)
- Waterland (Noord-Holland)
- de Weerribben (Overijssel)
- Weidestreken (Kustprovincies)
- West-Friesland (Noord-Holland)
- Westelijke Mijnstreek (Limburg)
- Westergo (Friesland)
- Westerkwartier (Groningen)
- Westerlauwers Friesland (Friesland)
- Westerwolde (Groningen)
- Westerwolde en Wedde[6] (Groningen)
- Westhoek (Noord-Brabant)
- Westland (Zuid-Holland)
- West-Zeeuws-Vlaanderen (Zeeland)
- de Wieden (Overijssel)
- Wieringen (Noord-Holland)
- Wieringermeer (Noord-Holland)

## Z
- Zaanstreek (Noord-Holland)
- Zandgebieden (Oost- en Zuid-Nederland)
- Zeekleigebieden (kustprovincies)
- Zeeuws-Vlaanderen (Zeeland)
- Zeevang (Noord-Holland)
- Zeven Heerlijkheden (Noord-Brabant en België)
- Zevenwouden (Friesland)
- Zuid-Beveland (Zeeland)
- Zuid-Limburg (Limburg)
- Zuidelijk Flevoland (Flevoland)
- Zuidenveld (Drenthe)
- Zuidplaspolder (Zuid-Holland)
- Zuidwesthoek (Friesland)
- Zwijndrechtse Waard (Zuid-Holland)